# جوزف جکسون
جوزف والتر جو جکسون (به انگلیسی: Joseph Walter Joe Jackson) یک مدیر آمریکایی و پدر مایکل جکسون بود. وی در ۲۷ ژوئن ۲۰۱۸ درگذشت.

## سال‌های ابتدایی
جوزف در ۲۶ ژوئیه ۱۹۲۸ در شهر فانتین هیل ایالت آرکانزاس به دنیا آمد. زمانی که او ۱۲ ساله بود پدر و مادرش از یکدیگر جدا شدند. او تا ۱۸ سالگی در غرب شیکاگو به همراه مادرش زندگی کرد. در آن هنگام با کاترین آشنا شد و پس از مدتی با یکدیگر ازدواج کردند. او پس از مدّتی برای پیدا کردن شغل به همراه همسرش به شهر گری در ایالت ایندیانا مهاجرت کرد و به صورت تمام وقت برای معدن آهن آن شهر کار می‌کرد.

## جکسون ۵
او در سال ۱۹۶۴ پی برد که سه پسر بزرگترش جکی، تیتو و جرمین استعداد موسیقی دارند. او با ایجاد گروه جکسون فایو به آن‌ها فرصت داد تا استعدادشان را نشان دهند. مایکل و مارلون هم بعداً به گروه اضافه شدند.

## مرگ
جوزف جکسون در روز ۲۷ ژوئن ۲۰۱۸ بر اثر بیماری سرطان لوزالمعده درگذشت.